# The Best of Everything
The Best of Everything (bra: Sob o Signo do Sexo) é um filme estadunidense de 1959, do gênero drama romântico, dirigido por Jean Negulesco, e estrelado por Hope Lange, Stephen Boyd, Suzy Parker, Martha Hyer, Diane Baker, Brian Aherne, Robert Evans, Louis Jourdan e Joan Crawford. O roteiro de Edith Sommer e Mann Rubin foi baseado no romance homônimo de 1958, de Rona Jaffe.
A trama retrata a história das carreiras profissionais e as vidas privadas de três mulheres que dividem um pequeno apartamento na cidade de Nova Iorque, enquanto trabalham juntas em uma editora de livros de bolso. Alfred Newman foi o responsável pela trilha sonora, a última sob seu contrato de longa data como diretor musical da 20th Century Fox.

## Elenco
- Hope Lange como Caroline Bender
- Stephen Boyd como Mike Rice
- Suzy Parker como Gregg Adams
- Martha Hyer como Barbara Lamont
- Diane Baker como April Morrison
- Brian Aherne como Fred Shalimar
- Robert Evans como Dexter Key
- Louis Jourdan como David Savage
- Joan Crawford como Amanda Farrow
- Brett Halsey como Eddie Harris
- Donald Harron como Sidney Carter
- Ted Otis como Dr. Ronnie Wood

## Produção
O produtor da 20th Century Fox, Jerry Wald, anunciou que estava comprando os direitos do romance homônimo em abril de 1958. Em sua primeira entrevista sobre a adaptação cinematográfica, Wald disse: "Existem 10 papéis para jovens, e espero conseguir alguns de nossos atores de destaque, como Lee Remick, Hope Lange, Diane Varsi, Suzy Parker, Robert Evans, Lee Philips e Bob Wagner". Em outras considerações iniciais sobre o elenco, Wald mencionou Joanne Woodward, Audrey Hepburn, Lauren Bacall e Margaret Truman. Rona Jaffe vendeu oficialmente os direitos de seu livro por US$ 100.000 em novembro de 1958. Ela não queria participar da escrita do roteiro, mas queria uma participação especial no filme: "Eu quero aparecer no filme em um papel figurante. Eu apenas apareceria brevemente como uma das estenógrafas do escritório", disse ela.
Martin Ritt inicialmente foi escalado para dirigir, mas ele foi substituído por Jean Negulesco em janeiro de 1959, supostamente porque Ritt estava chateado com a escalação de Suzy Parker. Ritt rejeitou esse boato, dizendo que o roteiro não era sua "praia". Quando soube que Wald estava doente, Parker concordou em fazer o filme, apresentando-se para o trabalho em janeiro de 1959 (Parker havia concordado em assumir o papel no verão de 1958, mas um braço quebrado e uma recuperação de 14 meses atrasaram sua aparição). Sobre interpretar uma atriz neurótica, Parker comentou: "Conheço o tipo extremamente bem".
Durante a produção, vários atores foram considerados, escalados e substituídos. Em agosto de 1958, Diane Varsi e Lee Remick foram, junto com Suzy Parker, contratadas para estrelar o filme, mas Varsi e Remick desistiram. Remick foi forçada a deixar a produção no início de 1959 devido a problemas físicos. Em setembro de 1958, Julia Meade assinou o contrato para o filme, planejando fazer sua estreia nas telas. Ela acabou não aparecendo no filme. Em janeiro de 1959, a desconhecida atriz Diane Hartman foi escalada como Barbara Lamont, mas foi substituída por Martha Hyer. Jack Warden concordou em co-estrelar a produção em março de 1959, mas não apareceu no filme. Menos de um mês depois, Jean Peters planejou fazer seu retorno para o cinema neste filme. Se Peters não tivesse sido substituída, teria sido seu quinto filme sob a direção de Negulesco. Outra atriz escalada em março de 1959 que não apareceu no filme foi June Blair, que interpretaria Gregg.
Joan Crawford foi escalada em maio de 1959, 10 dias antes do início das filmagens. Esta foi a primeira vez que ela aceitou um papel coadjuvante desde a era do cinema mudo. Crawford estava com muitas dívidas após a morte de seu quarto marido, Alfred Steele, e precisava do dinheiro. Ela comentou sobre seu papel: "Estou na tela por apenas sete minutos. Mas gostei do papel e quero fazer outros filmes e telefilmes se conseguir encontrar o que quero". Ela havia sido eleita recentemente para o conselho de administração da Pepsi-Cola e planejava passar mais tempo promovendo o refrigerante. Crawford insistiu em colocar uma máquina de Pepsi-Cola na sala de descanso, dentro do cenário do filme. De acordo com Diane Baker, muitas cenas da personagem de Crawford foram cortadas da versão final do filme, incluindo uma cena de parar o show em que Amanda fica bêbada. Os cortes foram supostamente devido à duração do filme.

## Recepção
Howard Thompson, em sua crítica para o The New York Times, descreveu o filme como um "drama bonito, mas curiosamente desestimulante" e observou que "o elenco é ótimo", com elogios a Lange. Comentando sobre Joan Crawford, o crítico descreveu sua atuação como "suave". Thompson apontou que "... apesar de todo o seu ar sagaz e compromissos chiques, o filme se arrasta para o plano da novela, sob a orientação reverente do Sr. Negulesco".
Paul Beckley encerrou sua crítica no New York Herald Tribune com: "... A Srta. Crawford quase faz o resto do filme parecer uma distração".
O papel periférico de Crawford no filme gerou muitas críticas. Os homens com quem ela se envolveu romanticamente não apareceram na versão final, e muitas de suas cenas foram cortadas, como mencionado acima.
Devido ao sucesso do filme, uma novela de curta duração com o mesmo nome foi ao ar na ABC em 1970.

## Trilha sonora
A trilha sonora foi composta e conduzida por Alfred Newman, com orquestrações de Earle Hagen e Herbert Spencer. Partituras adicionais para os temas compostos por Newman foram feitos por Cyril Mockridge em duas cenas. As canções "Again" e "Kiss Them for Me" (de Lionel Newman) e "Something's Gotta Give" (de Johnny Mercer) foram usadas como trilhas diegéticas.
A música-título do filme foi composta por Newman, escrita por Sammy Cahn, e interpretada por Johnny Mathis. O produtor Jerry Wald primeiro mostrou interesse em Mathis para a canção-título em agosto de 1958.
A música, gravada para o filme, foi lançada em CD pela Film Score Monthly em 2002.

## Prêmios e indicações
| Ano  | Cerimônia | Categoria                | Indicado                                              | Resultado |
| ---- | --------- | ------------------------ | ----------------------------------------------------- | --------- |
| 1960 | Oscar     | Melhor canção original   | Alfred Newman & Sammy Cahn ("The Best of Everything") | Indicado  |
| 1960 | Oscar     | Melhor figurino colorido | Adele Palmer                                          | Indicado  |